# 艾哈迈德·伊泽特帕夏
艾哈邁德·伊澤特帕夏（1864年—1937年3月31日），奧斯曼帝國第一次世界大戰中的將領，大維齊爾（1918年10月14日－1918年11月8日）和最後一任外交部長。
他生於比托拉一個阿爾巴尼亞人家庭。他的父親是該地區的公務員。從1887年至1890年，在奧斯曼帝國戰爭學院他任教戰略和軍事地理。1894年，他在德國師從科爾馬·馮·德戈爾茨。他參與1897年希土戰爭的結果，使他升為上校。1908年青年土耳其革命後，他成為了奧斯曼帝國總參謀長。在此期間，阿爾巴尼亞起義反對土耳其統治，马哈茂德·塞夫凯特帕夏進行針對平民的報復，伊澤特對此強烈反對，導致他的解職和在1911年12月被派到也門。
在第一次世界大戰的早期階段，他在高加索地區指揮第三軍後被解職。1916年，他被任命為第二軍軍長，在1917年他被任命指揮安納托利亞集團軍，其中包括第二和第三軍，後升至元帥。
戰爭結束後，他被要求領導政府簽署《穆德洛斯停戰協定》。他代表奧斯曼帝國在1918年10月30日簽署該協定，從而使土耳其結束第一次世界大戰。之後出任大維齊爾和外交部長，在11月8日被免職。
奧斯曼帝國解體和土耳其共和國建立後，他失去帕夏的頭銜，他採用富尔加奇（Furgaç）作為姓氏，他在1937年3月31日於伊斯坦布爾過世。
艾哈邁德·伊澤特帕夏在高加索戰役中的判斷受到過批評，被認為是其失敗的因素之一。他後來在土耳其享有很高的聲譽則被歸因於他在土耳其獨立戰爭期間活動的成功。